# 3576 Galina
A 3576 Galina (ideiglenes jelöléssel 1984 DB3) a Naprendszer kisbolygóövében található aszteroida. Nyikolaj Sztyepanovics Csernih fedezte fel 1984. február 26-án.